# Rudolf Belling

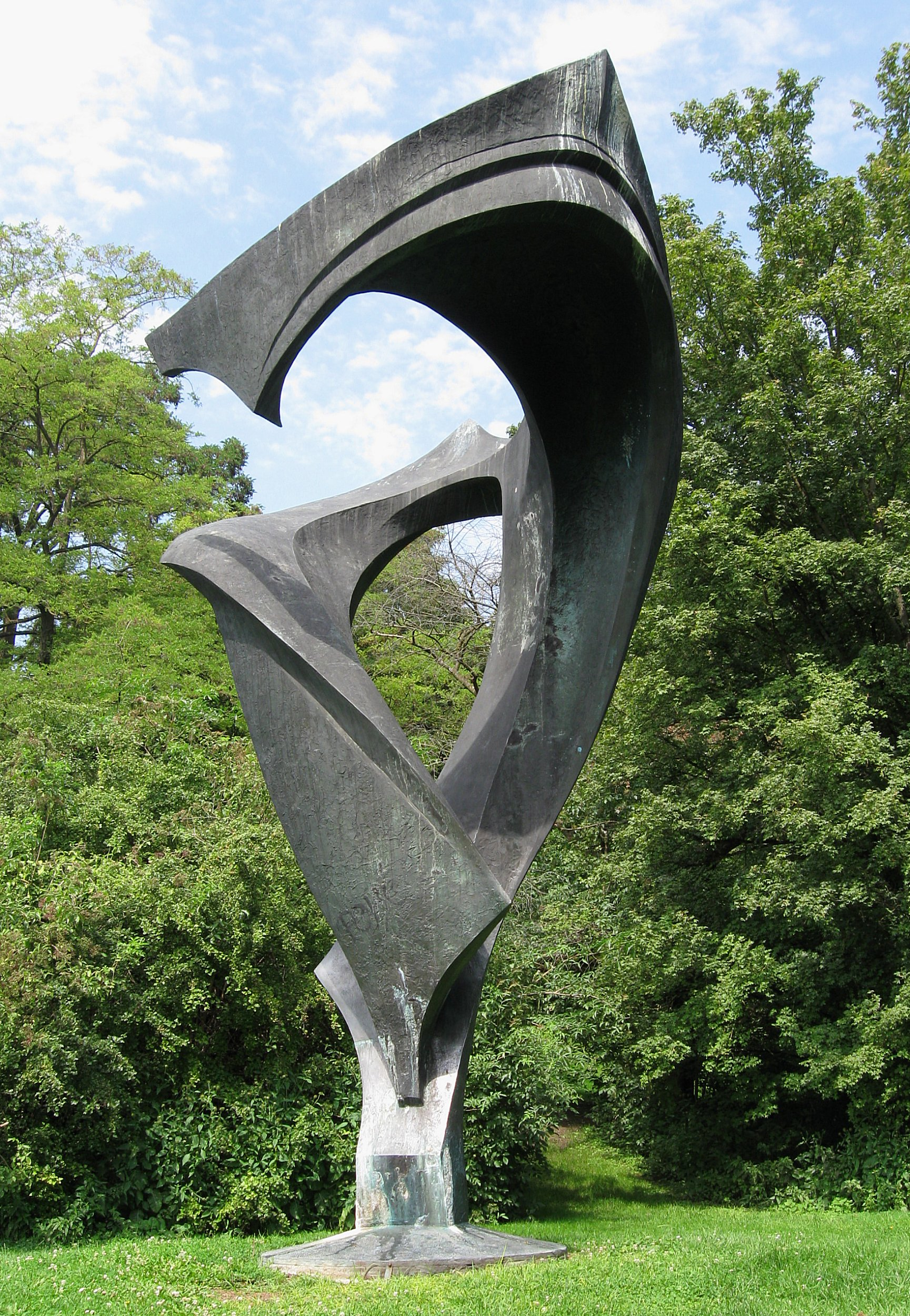
Schuttblume, 1972, Olympiaberg, München.

Rudolf Edwin Belling (Berlín, 26 de agosto de 1886-Krailling, 9 de junio de 1972) fue un escultor alemán. Su trabajo fue parte del evento de escultura en la competencia de arte en los Juegos Olímpicos de Verano de 1932.

## Biografía
Su padre, Julius Belling, era comerciante; su madre, Heléne Thomas, provenía de una familia hugonote. Asistió a la escuela primaria en  Steglitz de 1892 a 1897. Después fue alumno del internado “Preussisches Luisen-Stift”. Tras terminar la escuela, entre 1902 y 1903, y no teniendo claro a qué se quería dedicar, en 1903 comenzó un aprendizaje comercial, que llevó a cabo hasta 1905. Tiene claro que no quería convertirse en empresario y, por consejo de su madre, comienza un aprendizaje en un taller de artes y oficios con Jean Renaud, que finaliza en 1907.
Comenzó a formarse en una escuela de manualidades cuando todavía era aprendiz en el taller de artes y oficios. También asistió a cursos nocturnos de modelado y dibujo, así como a cursos de anatomía para artistas en la escuela de veterinaria de Berlín. A la edad de veintiún años (1907) se completó esta formación. Las obras más antiguas que se conservan datan de este año.

## Trayectoria
En 1908 fundó con Emil Kaselow un taller de escultura, artes decorativas y aplicadas, que duró hasta 1909. A través de su amistad con Max Reinhardt, entró en contacto intensivo con el teatro. Después trabajó en el taller Kaschierabteilung. Al trabajar como escenógrafo Belling llegó a conocer las nuevas tendencias del arte y la literatura expresionistas. 
Incluso antes de la Primera Guerra Mundial, comenzó a ocuparse de los tratados de Benvenuto Cellini y el libro de Adolf von Hildebrandt "El problema de la forma" y desarrolló sus propios pensamientos sobre la escultura espacial. En 1914 participó por primera vez en la Gran Exposición de Arte de Berlín. Entre 1915 y 1917 sirvió como soldado en la Fuerza Aérea.
Desde finales de 1918, después de la proclamación de la República de Weimar, se sumó a los acontecimientos revolucionarios, integrándose en el movimiento Arbeitsrat für Kunst y en el Novembergruppe. En 1919 presentó su famosa escultura Dreiklang (Tríada). En 1931 fue nombrado miembro de la Academia de las Artes de Prusia. A partir de 1933, Belling no tuvo oportunidad de trabajar en su país de origen. Sus obras fueron marcadas como degeneradas, muchas de ellas fueron fundidas o destrozadas. Como sus opiniones políticas tampoco estaban en conformidad con el régimen nazi, se le prohibió trabajar y ser miembro de la Academia de Artes de Prusia, Berlín. El presidente de la academia le aconsejó en nombre del Ministro de Educación y Artes que renunciara.  
En 1935 pasó ocho meses en la ciudad de Nueva York. En 1936 regresó a Alemania porque su hijo Thomas, de nueve años, corría peligro allí ya que su madre, la primera esposa de Rudolf Belling, era judía. Logró salvar a su hijo y emigró una vez más, en 1937, esta vez a Estambul, Turquía. Vivió y trabajó allí durante treinta años, en la Academia de Artes de Estambul y, desde 1951, en la Universidad Técnica de Estambul.  
En enero de 1966, a los ochenta años decidió volver de nuevo a Alemania, donde residió en Krailling, cerca de Múnich y falleció en junio de 1972. 

## Premios y reconocimientos
En 1956 fue condecorado con la Gran Cruz al Mérito de la República Federal de Alemania. y en 1961 recibió el Premio de Arte de Berlín. De vuelta en Alemania en 1966, recibió un doctorado honorario de la Facultad de Ingeniería Civil de la Universidad Técnica de Múnich. En 1972, poco antes de su muerte, fue galardonado con la Gran Orden del Mérito con una estrella por la labor de su vida.

## Obras
- 1915 Verwundete
- 1916 Tänzerin
- 1916 Kampf
- 1916 Der Flieger
- 1918 Mensch
- 1918 Große Gruppe Natur
- 1919 Dreiklang
- 1920 Erotik
- 1920 Scala-Tanzcasino
- 1921 Schreitender
- 1923 Skulptur 23
- 1923 Modell für eine Olex-Tankstelle
- 1924 Kopf in Messing
- 1926 Fabelwesen
- 1972 Blütenmotiv (Schuttblume)